# Фальк, Эдуард Германович
Эдуа́рд Ге́рманович Фальк (1861, Ярославль — 3 декабря 1902, Санкт-Петербург) — российский журналист, издатель, редактор.
Младший сын издателя Германа Фалька, брат врача Густава Фалька. Из прибалтийских немцев. Личный дворянин. Лютеранин.

## Биография
Закончил ярославскую гимназию, а затем Демидовский юридический лицей со степенью кандидата права, учился в Санкт-Петербургском университете. От отца унаследовал типографию и был одним из основателей (1898), редактором и издателем ежедневной газеты «Северный край» в Ярославле — крупнейшего газетного предприятия на севере России на рубеже веков.
В первом номере газеты была опубликована вступительная статья «От редакции», кредо редактора Фалька. Задача газеты, по замыслу её основателя, заключалась в том, чтобы словом разбудить немые пространства России. Как заявлял Фальк, её целью было дать голос безмолвному российскому Северу, служить «делу культурного и экономического развития северной окраины», «побороть обычную косность провинции». Газета брала на себя обязанность «следить за всеми проявлениями жизни … на началах широкой гласности, полной гуманности и особенно сочувствия к проявлениям общественного почина». Программными для газеты были обозначены следующие цели: содействие экономическому и культурному развитию русского Севера, развитие народного образования, земского и городского самоуправления и правовых основ жизни. Этот круг тем соответствовал проблематике русской либеральной печати конца XIX — начала XX вв. Газета «Северный край» в начале XX в. стала рупором местной либеральной оппозиции. В земстве редакция видела основную творческую общественную силу и стремилась объединить земский актив вокруг себя. Знакомя читателей Верхнего Поволжья и Севера с происходящим вокруг и подчеркивая общность их интересов и целей, журналисты стремились сплотить их вокруг газеты. Образовательной тематике газета уделяла повышенное внимание, настаивая на всеобщем бесплатном обучении, реформе средней и высшей школы. Несмотря на цензуру, журналисты использовали любой раздел издания, чтобы донести до читателей свои мысли. Цензоры пеняли, что в газете нет ни одного раздела, не содержащего критики существующих порядков.
Газета претендовала на качественный статус: обещала быть серьёзной, основательной, «добросовестно и полно» изучать жизнь, побуждать читателя к размышлениям. Оценки «Северного края» должны быть взвешенными, информация проверенной, корреспонденты обязаны избегать скандалов, сплетен, слухов, так как «потворство дурным инстинктам… ведет к утрате газетой всякого действительного значения».
Несмотря на трудности, редактор-издатель не отступал под давлением властей, не отказался от реализации этой первоначально задуманной программы газеты. В сферу внимания газеты входили вопросы образования, местного самоуправления, преобразований в общественной жизни страны, промышленного развития, отношений труда и капитала, юридической и медицинской помощи на селе, положения женщин и рабочих, экономической непрочности крестьянских хозяйств, межнациональных взаимоотношений и другие. «Северный край» способствовал росту гражданского сознания аудитории, выставляя на обозрение беззакония и злоупотребления властей и частных лиц.
Наиболее острые политические вопросы не попадали в орбиту внимания газеты до 1905 года, редакция по цензурным условиям не ставила целью пропаганду реформы государственного строя, хотя большинство сотрудников газеты были сторонниками введения в России конституции.
Редактор привлек к сотрудничеству многих талантливых журналистов: Д. И. Шаховского, В. М. Михеева, П. А. Критского и др.

Несмотря на немецкую фамилию, это был настоящий ярославец, на редкость привлекательный, умный, бойкий, полный насмешливого юмора. Но ярославской тяги к деньгам в нём не было. Он был адвокат. От отца он унаследовал дом и типографию. Вместо того, чтобы спокойно получать доходы от имущества и наживаться от адвокатской практики, он затеял газету, которая втягивала его в долги, отвлекала от адвокатуры (Ариадна Тыркова).
Фальк был и ответственным корректором газеты. Распорядок рабочего дня у редактора был такой: с 12 до 3 часов дня он находился в конторе типографии, с 3 до 5 — в редакции, где разбиралась полученная за сутки почта, предварительно им прочитанная, докладывались наиболее интересные сообщения редакционному собранию, определялось содержание номера. С 6 до 8 вечера он снова проводил в конторе, а с 11 часов вечера до 2-3 часов ночи присутствовал при печатании номера в типографии. А в случае позднего возвращения гранок номера от цензора оставался до рассвета. Последние оттиски перед выпуском номера перечитывались редактором собственноручно от первой до последней строчки.
Фальк продолжал также заниматься чисто издательской работой, предлагал Н. П. Дружинину опубликовать на льготных условиях его труды. Выступал и как меценат.
Фальк умер 3 декабря 1902 года в Санкт-Петербурге, куда поехал хлопотать о смягчении цензуры для «Северного края». Похоронен в Ярославле на Леонтьевском кладбище. В зачет долгов, образовавшихся вследствие займов на издание газеты, после его смерти были проданы дом с флигелем и землею и типографские машины.
Н. П. Дружинин вскоре после похорон писал: «Это был чудный человек. Большого ума, громадных способностей, твердых убеждений, необычной энергии, сильного характера, недюжинного развития и благородной души и доброты <…> Но когда он умер, ценишь ещё больше и лучше видишь, какого редкого человека не стало более».
Дочь — Вера Эдуардовна Фальк.